# Construye Mundo

Mapa Senegal

Construye mundo es una ONGD (Organización No Gubernamental de Desarrollo) sin ánimo de lucro fundada por un grupo de mujeres, cuyo objetivo es promover el desarrollo de las comunidades rurales y colectivos africanos más pobres a través de sus iniciativas y utilizando principalmente los recursos locales que encuentran. Se centran principalmente en el apoyo a comunidades y colectivos senegaleses en proyectos de desarrollo rural, seguridad alimentaria y formación, y en la lucha contra la pobreza y la emigración. Principalmente colaboran con tres colectivos, que son las comunidades tribales de diferentes etnias, mujeres sin ningún tipo de recurso y bebés huérfanos, con un desarrollo participativo y no dependiente de la ONGD.

## Historia

Bandera de Senegal, país donde desarrollan su actividad.

El proyecto comenzó en 2008 a la finalización de un viaje que realizaron con la Fundación Vicente Ferrer como voluntarias. Una vez habían regresado, fueron conscientes de la pobreza que existía en muchos países de África son pobres, entre ellos Senegal, por lo cual, decidieron centrar y volcar sus esfuerzos en este país y así poder mejorar su situación. Desde sus inicios cuentan con catorce años de actividad y han realizado más de cuarenta proyectos, para el año 2023 se han propuesto el objetivo de trabajar con los objetivos de desarrollo sostenible de la ONU.
La Visión que tienen desde que nació la ONGD es la de erradicar la pobreza extrema de las comunidades y colectivos que apoyan en Senegal, estos colectivos son las comunidades tribales de diferentes etnias, que se enfrentan a grandes problemas para acceder al agua potable, y manteniendo a sus familias con actividades pastoriles y nómadas. Las mujeres sin ningún tipo de recurso, porque es uno de los colectivos más discriminados, incrementándose en las zonas rurales, y por último los bebés huérfanos esto se debe porque en Senegal hay un gran problema con los niños abandonados por haber nacido fuera de un matrimonio o nacer en un matrimonio de distintas etnias
Todo esto lo realizan basándose en una serie de valores que intentan transmitir con sus acciones. El respeto, que lo manifiestan ayudando a las comunidades rurales y colectivos necesitados, sin juzgar sus necesidades o problemas. Compromiso permanente con las comunidades y colectivos para ayudarles a mejorar sus condiciones de vida. Trabajo en red con el trabajo compartido entre las ONG, contraportales locales, voluntarios, socios, empresas e instituciones públicas, etc. Fortalecimiento a través de proyectos integrales y sostenibles que ayudan a un desarrollo total, participativo y no dependiente, y educación.

## Objetivos

### Desarrollo rural

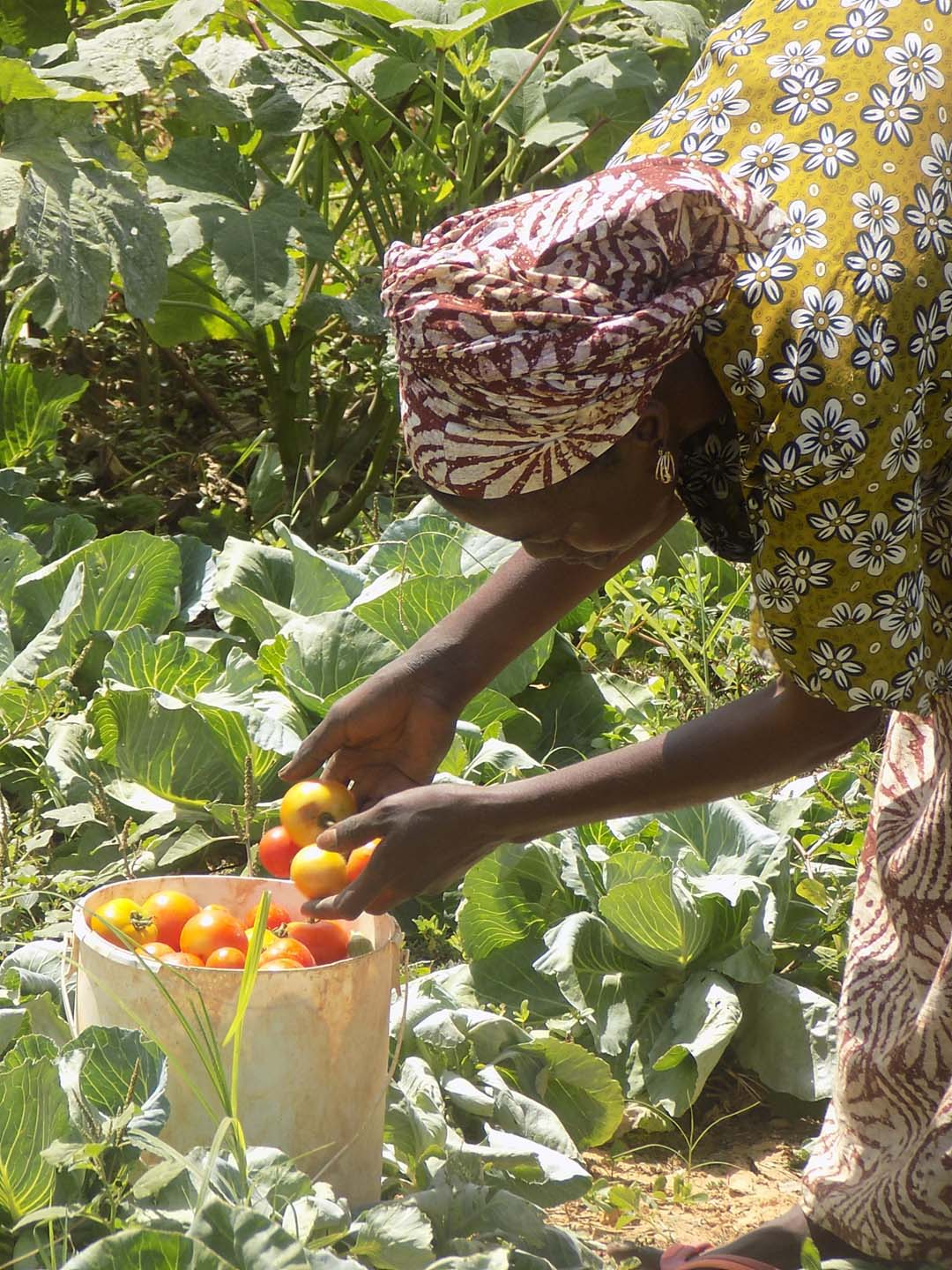
Mujer de Senegal recolectando frutas

El objetivo es que se conviertan en comunidades autosostenibles, es decir, Construye Mundo les da la iniciativa para comenzar diferentes proyectos como manufacturación de tinturas para telas, comercios, pequeñas explotaciones agrícolas, cooperativas de arroz y granjas de ovejas y de pollos, pero que sean ellos mismos los que continúen todas estas actividades a través de los conocimientos que obtienen mediante la formación que les ofrecen. A través de estos proyectos se evita la emigración masiva de los pueblos a las ciudades y la desestructuración familiar y social. Para lograr estos objetivos colaboran con contrapartes locales para la ejecución, seguimiento y evaluación de los proyectos porque al ser de la zona son los que mejor conocen el terreno y pueden asesorarles para mejorar los proyectos.
Las metas dentro de este objetivos son: reducir la pobreza, frenar el desempleo, desarrollar la autonomía y el empoderamiento personal y colectivo, conseguir seguridad alimentaria, el empoderamiento de la mujer, la transformación social, la cohesión social y luchar por los derechos humanos y el desarrollo.

### Formación profesional de las mujeres
Quieren acoger y formar profesionalmente a jóvenes chicas sin recursos para así aumentar su acceso al mercado laboral y su desarrollo profesional futuro, mejorando de esta manera sus condiciones de vida. Para conseguirlo realizan cursos de francés, cálculo, economía familiar, inglés, informática y cocina.

### Educación para fomentar el desarrollo individual

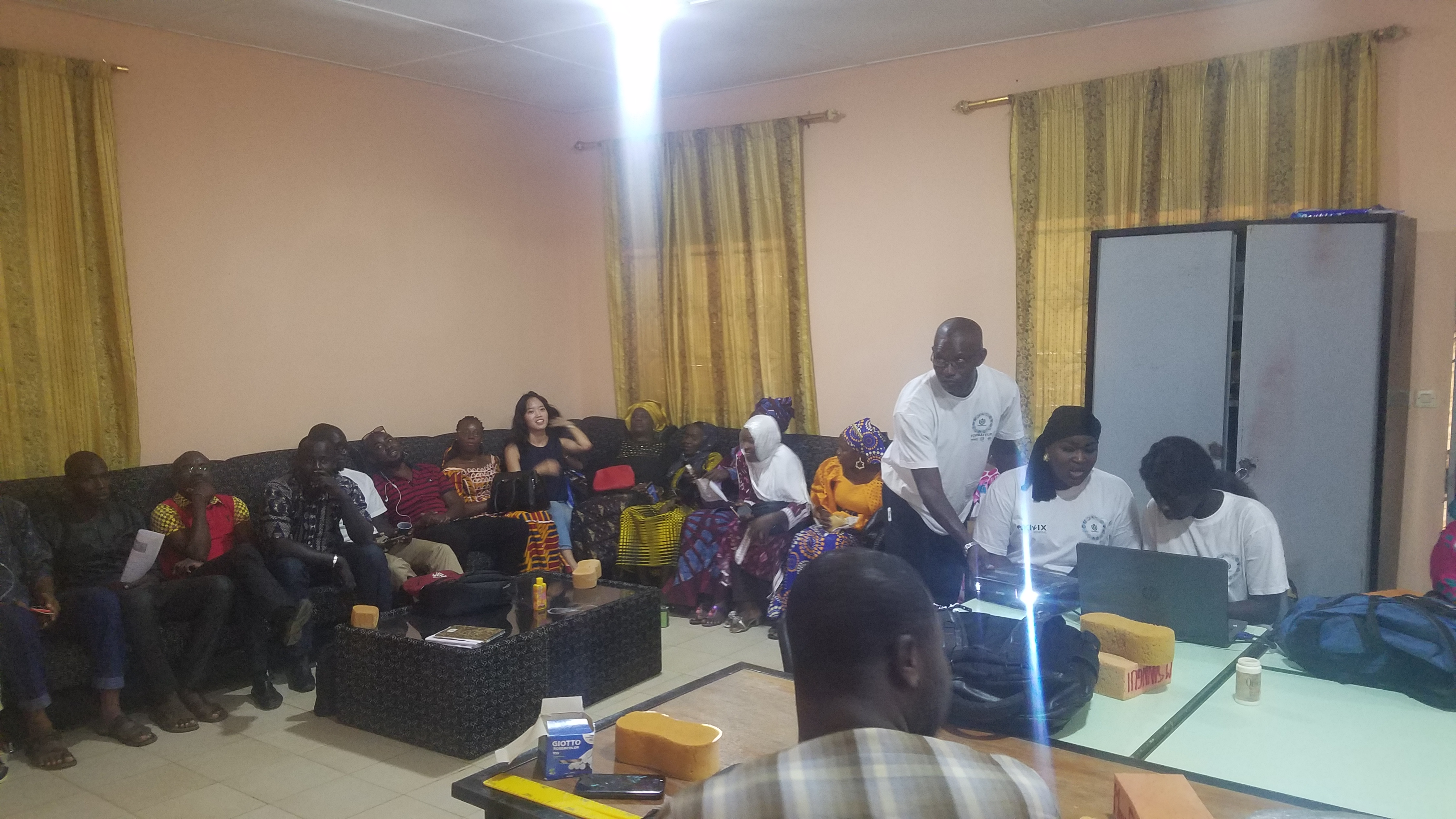
Formación para la población de Senegal

Se consigue de esta forma desarrollar y ampliar las capacidades y los conocimientos de las personas permitiéndoles así poder tomar decisiones que se basen en su propio beneficio y el de su entorno. También gracias a esto se incrementa la responsabilidad y comprensión de los países de la zona Norte para que sepan los problemas que existen en estos países, es decir, a través de diferentes proyectos acercan estas realidades senegalesa a la sociedad de las grandes ciudades, con el fin de concienciarlas y hacerlas reflexionar.

### Turismo solidario
Este tipo de turismo sostenible y solidario se compromete a respetar el medio ambiente y la cultura propia del lugar, lo que significa que intenta causar el menor impacto posible y a la vez ayuda contribuyendo a generar ingresos o empleo. Este tipo de turismo se basa en el respeto a las personas y lugares que se visitan gracias al acercamiento que se realiza a la cultura de la zona y a las actividades que se realizan.

### Apoyo a la infancia

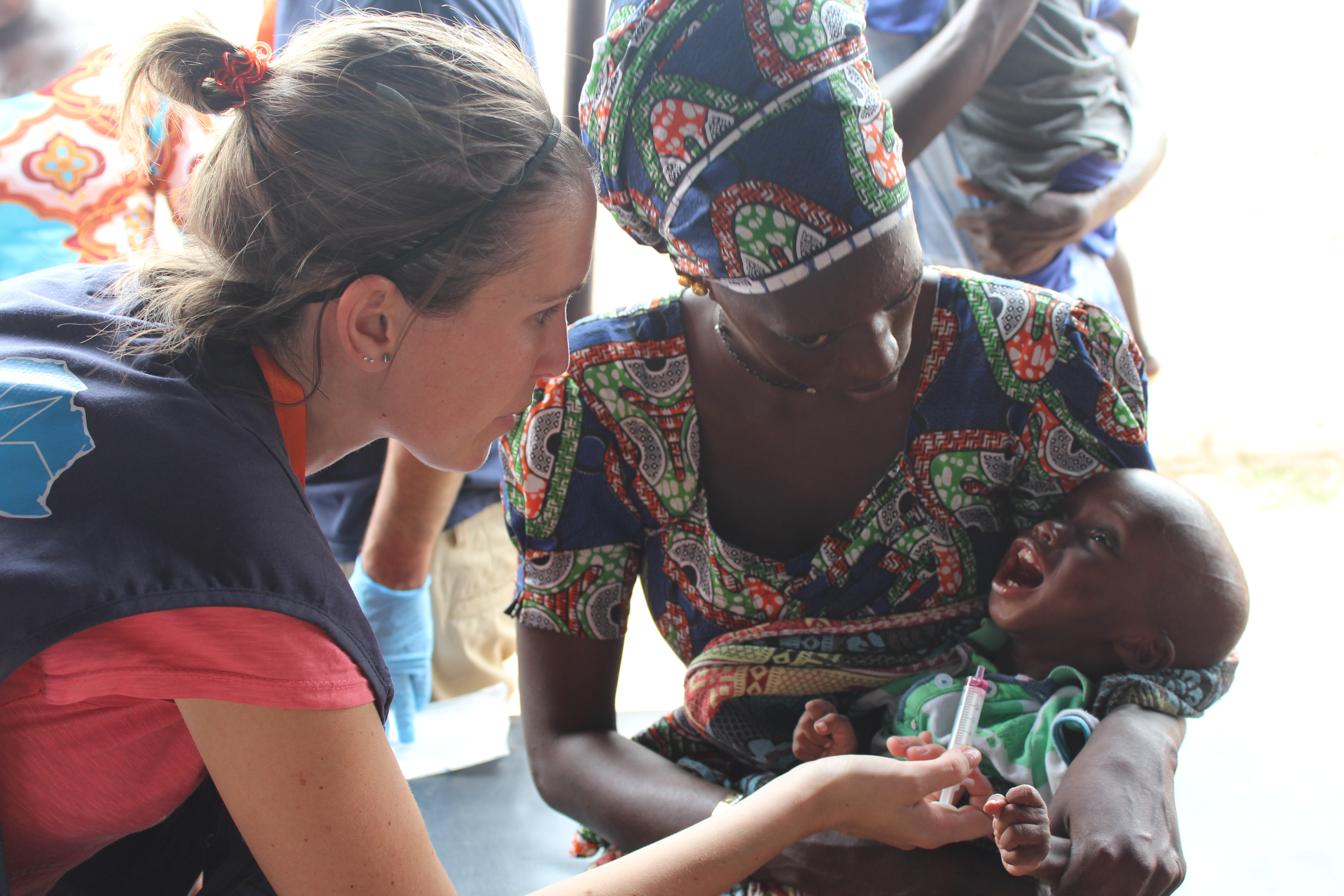
Ayuda a un niño con problemas de nutrición

La prioridad es ayudar a los bebés que son abandonados o de las familias que no tienen suficientes recursos para mantenerlos, en sus necesidades básicas como la alimentación higiene, cuidado, ropa, medicinas, mantenimiento y limpieza, para lograr que crezcan y se desarrollen en un entorno seguro y con el apoyo y el cariño de otras personas.

### Objetivos de desarrollo sostenible de la ONU
Como objetivos de futuro tienen la colaboración con la ONU en sus diecisiete objetivos para el desarrollo sostenible. Estos objetivos son:
Fin de la pobreza, hambre cero, salud y bienestar, educación de calidad, igualdad de género, agua limpia y saneamiento, energía asequible y no contaminante, trabajo decente y crecimiento económico, industria, innovación e infraestructura, reducción de las desigualdades, ciudades y comunidades sostenibles, producción y consumo responsable, acción por el clima, vida submarina, vida de ecosistemas terrestres, paz, justicia e instituciones sólidas y alianzas para lograr los objetivos.

## Proyectos

### PROMOCIÓN DEL LIDERAZGO ECONÓMICO DE MUJERES MEDIANTE EL DESARROLLO DE CADENAS DE VALOR AGRÍCOLA EN LA ALDEA DE MBOYO.

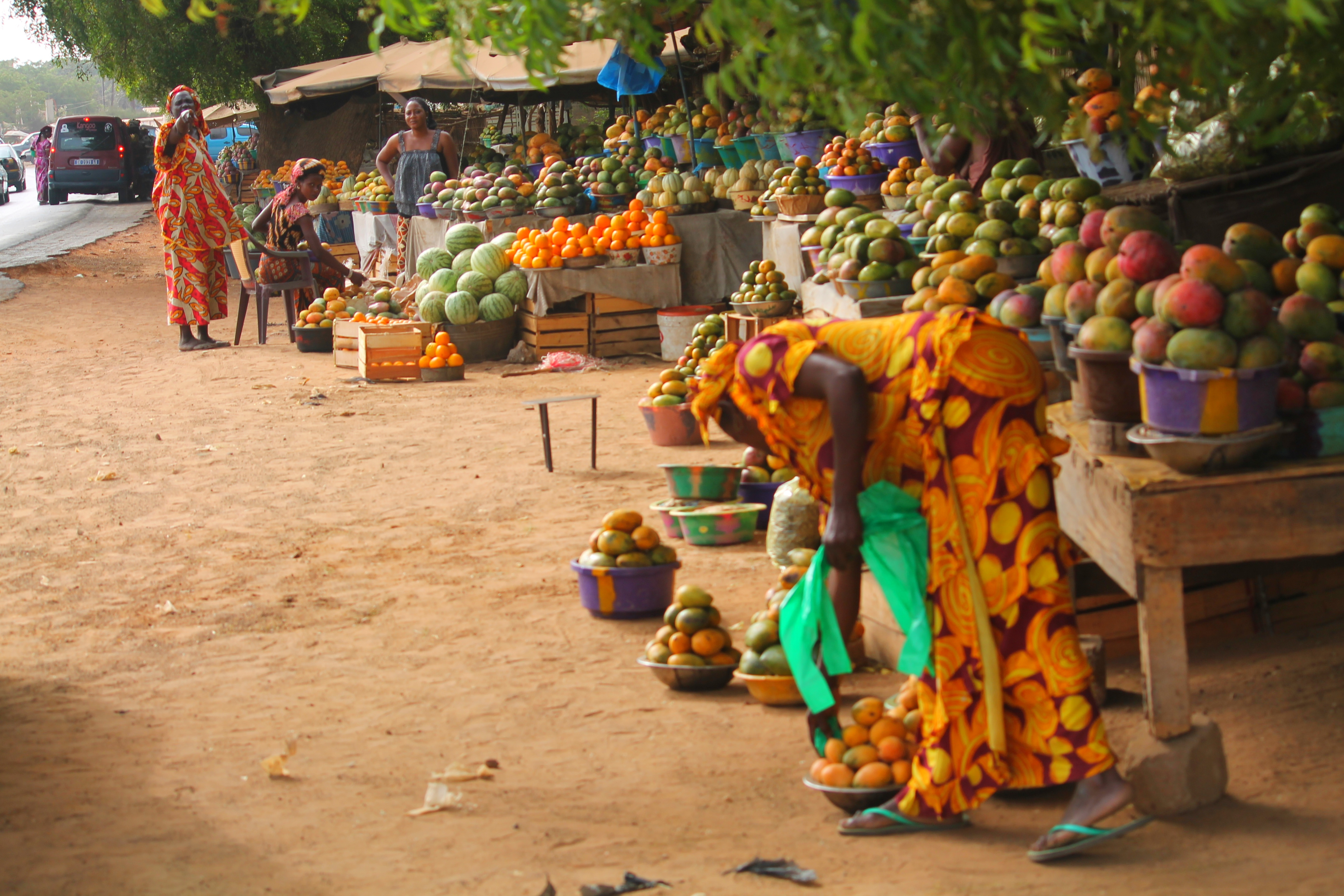
Mujer de Senegal vendiendo mangos

Este proyecto está realizado conjuntamente con la Diputación de Badajoz que ha concedido en 2022 más de 219.00 euros para colaborar con proyectos solidarios de treinta y una ONGs, en las que está incluida Construye Mundo con este proyecto que defiende actividades para luchar contra la pobreza y promover el desarrollo humano local en diferentes ámbitos como mujer, salud, formación, vivienda etc.
El proyecto consiste en ofrecer ayuda para mejorar en la Aldea de Mboyo la producción, diversificación y comercialización de los productos agrícolas que preparan las mujeres del lugar. Para ello han arreglado el perímetro que delimita la huerta de la aldea, han preparado el terreno para el cultivo y les han dotado de recursos para la producción de hortalizas y les han dado acceso a un punto donde obtener agua para el regadío, y por último, también les han dado cursos de formación para que puedan realizar las mujeres estas prácticas independientemente de la ONGD.

### FOMENTO DE LA ACTIVIDAD ECONÓMICA PARA LAS MUJERES EN LA ALDEA DE SALÉMATA.

#### Alquiler de equipamiento para eventos sociales.
Este proyecto lo realizan con la colaboración de Santander fundación, concretamente con el programa de Santander BEST África. A través de este proyecto el banco Santander quiere impulsar el desarrollo social y económico de diferentes lugares y sobre todo ayudar a las mujeres emprendedoras a conseguir sus metas. Para ello con ayuda de diferentes ONGs ofrece apoyo económico y técnico a proyectos que se centren en ampliar el número de mujeres con un empleo digno, la sostenibilidad y el desarrollo tanto individual de las personas como colectivo de la comunidad.
Construye Mundo ha aprovechado la oportunidad para empezar un proyecto con las mujeres de la aldea Salémata, para que desarrollen una actividad que les genere ingresos y que les ayude a consolidarse como un grupo de referencia en las actividades de transformación y venta de productos locales. Aparte, el proyecto también les quiere dotar de material para la realización de eventos sociales como bodas, festividades locales (Fiesta de Korité o la Tabaski), rezos, bodas, etc., así no tenerse que trasladar ochenta kilómetros hasta la ciudad de Kédougou para conseguir este material.

#### Apoyo a la transformación y venta de productos locales.
El proyecto se basa en fomentar la actividad económica y el empleo para las mujeres de Salémata, centrándose en la actividad agrícola, la transformación de estos productos y la venta de ellos, además de rehabilitar un local cedido, para que cuenten con un ligar donde reunirse, trabajar y vender. Este proyecto se encuentra dentro del Programa de Desarrollo Integral de la comunidad rural de Salémata, que incluye iniciativa rurales,  a la educación de los niños, de apoyo a la mujer en el emprendimiento y a la calidad de enseñanza y el derecho al agua.

#### Escolarización de alumnos en la escuela de la aldea.

Niños en la escuela

El proyecto consiste apoyar a la escolarización de 21 alumnos de la escuela primaria St. Jean Baptiste en Salémata a través de becas que han logrado los alumnos y que les permitirán asegurar educación, que es un elemento clave para el desarrollo individual y más en lugares como Senegal donde la mayoría de los niños viven en familias pobres.

### EL HOGAR DE MARÍA GORETTI
Construye Mundo colabora con el hogar de María Goretti  para ayudar a chicas jóvenes sin recursos a conseguir una formación profesional de calidad y un lugar donde residir. El hogar fue creado en 1957, cuando en Dakar, lugar donde se encuentra ubicado el hogar, llegaban chicas jóvenes sin recursos ni lugar donde alojarse, por lo cual, se creó el hogar para acogerlas y formarlas en el cuidado de los bebés, adquiriendo conocimientos para trabajar en el futuro. Actualmente acogen a cincuenta y cuatro chicas entre dieciocho y veinticuatro años, a las cuales se les ofrece formación en cálculo, economía familiar, idiomas, informática, cocina, costura, puericultura, planchado, limpieza y tintura de telas, para aumentar sus posibilidades en el mundo laboral. A través de Construye Mundo, ante la falta de profesores fijos, ya que hasta el momento la mayoría eran voluntarios franceses que no podían estar todo el año escolar en Dakar, se han contratado profesores senegaleses cualificados, para asegurar la continuidad de la formación, mejorando la capacitación y formación. Las chicas reciben una formación durante dos cursos, al terminar los dos años tienen garantizado un trabajo lo que resulta en un éxito tanto a nivel personal como social.

### MUJERES CAMINANDO JUNTAS
EL proyecto comenzó en 2017 en las aldeas de Carabane y Diogué, en la región de Casamance, al suroeste de Senegal, con el objetivo de empoderar económicamente a la mujer rural.
La situación de las mujeres en esta parte del país es precaria, ya que su vida se basa en la "economía informal" que es un conjunto de actividades irregulares, como la producción y venta de productos de la zona. Al vivir en aldeas remotas su acceso al sistema bancario está muy limitado, además de que pocas veces cumplen los requisitos que los bancos exigen, por lo cual en el caso de que se les conceda un préstamo el banco suele poner un intereses muy altos.
Por lo cual, la ONGD quería fomentar una iniciativa para disminuir esta situación, para ello han creado un pequeño banco de ahorros en común, para que así las mujeres puedan acceder a pequeños préstamos que sean capaces de devolver, además a través de esta iniciativa también se generan nuevas actividades que permiten mayores ingresos para garantizar las necesidades diarias. Cada grupo de mujeres tiene definido un estatuto y son ellas mismas las que aportan el dinero y gestionan el grupo, convirtiéndose así en dueñas y beneficiarias, es decir, logrando su propia independencia. Actualmente hay doce grupos formados por doscientas mujeres en las aldeas de Diembering, Bocoutte y Cabrousse y en las islas de Diogué y Carabane.

### PLAN SOLIDARIO EN SENEGAL AÑO 2022
Este proyecto se basa en un viaje que da la posibilidad de experimentar de cerca el mundo de la cooperación, descubriendo una nueva visión de Senegal, a través de sus ciudades, naturaleza, poblados, gente y su modo de vida.
Durante el viaje se da a conocer por un lado el país y sus circunstancias y por otro lado las diferentes labores solidarias que se realizan, para descubrir así la realidad en la que viven estas personas. Es un viaje turístico sostenible y solidario, comprometido con la población local y la cultura autóctona, que se realiza el 26 de diciembre de 2022 al 5 de enero de 2023.

### EL ORFANATO DE LA POUPONNIÉRE

Mujer con bebé en brazos

Construye Mundo colabora con el orfanato de la Pouponniére en la ayuda de bebés. Su objetivo es acoger a todos los niños desnutridos que habían nacido prematuramente en el hospital y también a los recién nacidos que eran huérfanos, porque su madre había fallecido durante el parto. Con el tiempo, el objetivo del orfanato se transformó y actualmente es intentar erradicar la mortalidad infantil, por lo cual, también acogen a niños cuyas familias no tienen los recursos suficientes para mantenerlos y darles una calidad de vida digna.
Los niños que perdieron a su madre en el parto, siguen teniendo contacto con sus familias un día a la semana hasta que cumplen el año y medio momento que vuelven a su casa aunque el orfanato les siguen dando ayudas hasta que el niño cumple los dos años. El otro veinte por ciento de los niños son confiados al hogar por el Tribunal Regional de Dakar hasta que una familia solicite su adopción.

### Otros proyectos finalizados

#### Rehabilitación del pozo del colegio Saint Jean Baptiste

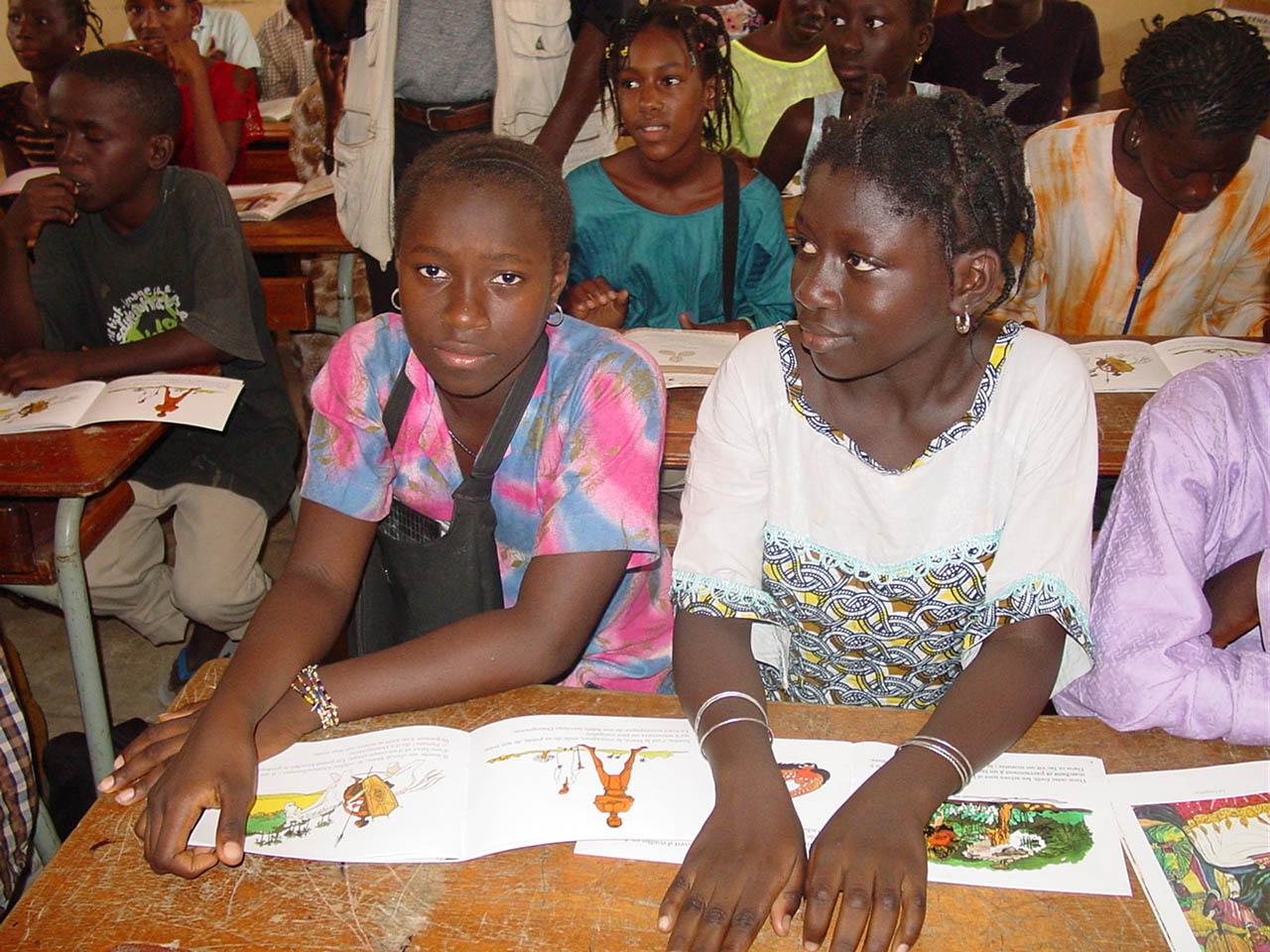
Niñas estudiando en la escuela

El objetivo era dotar al colegio de Primaria de agua suficiente, potable y de calidad, para ello se instaló una bomba de agua que funcionaba con energía solar, así como también de todo lo que fuera necesario para montar un depósito de agua y grifos para cubrir las necesidades del colegio.
Además, se tiene la intención de construir un nuevo brocal y un cerramiento, para así evitar accidentes y la contaminación del agua con objetos y desechos que a veces se arrojan al interior del pozo.

#### Ayudas para la educación de los niños de la escuela de Saint Jean Baptiste
El objetivo del proyecto fue mejorar la educación y el lugar donde se imparte la enseñanza de los niños, esto se hizo a través del acondicionamiento de las instalaciones del colegio como cambiando las ventanas, dotándolo de material escolar, arreglando el techo, mobiliario y el suelo etc., además se llevó a cabo un iniciativa para plantar árboles en el patio y dotar de una sombra donde los niños se pudieran refugiar del sol inclemente que predomina en la zona, y para involucrar a los niños en esta iniciativa fueron ellos mismos los que se encargaron de sembrar y cuidar los árboles, enseñándoles a respetar la naturaleza y a cuidarla.